# Conversazioni con un killer: Il caso Dahmer
Conversazioni con un killer: Il caso Dahmer (Conversations with a Killer: The Jeffrey Dahmer Tapes) è un documentario in tre parti del 2022 diretto da Joe Berlinger sulla vita e sui crimini del serial killer statunitense Jeffrey Dahmer, soprannominato "il cannibale di Milwaukee" per il suo essersi cibato degli organi delle sue vittime.
La docu-serie include registrazioni precedentemente inedite delle conversazioni tra Dahmer e l'avvocata incaricata dal proprio superiore di raccogliere la sua deposizione.

## Distribuzione
La mini docuserie è stata diffusa su Netflix a partire dal 7 ottobre 2022.

## Episodi
| N. | Pubblicazione  | Titolo                   | Regista       |
| -- | -------------- | ------------------------ | ------------- |
| 1° | 7 ottobre 2022 | Sympathy for the Devil   | Joe Berlinger |
| 2° | 7 ottobre 2022 | Can I Take Your Picture? | Joe Berlinger |
| 3° | 7 ottobre 2022 | Evil or Insane?          | Joe Berlinger |